# Златка дымчатая
Златка дымчатая (лат. Capnodis tenebricosa) — вид жуков-златок рода Capnodis из подсемейства Chrysochroinae.

## Описание
Жук длиной 12-23 мм. Верх тела бронзовый, низ — чёрно-синий с медными точками. Лоб посередине вдавлен, с выраженной поперечной бороздкой. Антенны короткие, едва достигают половины переднегруди. Переднеспинка шире своей длины, лишь немного уже надкрылий, по бокам закругленная. Задние углы переднеспинки прямые. Её поверхность покрыта точками, кроме гладких участков, среди которых, как минимум пять являются ясно очерченными. Надкрылья клиновидно сужены к вершинам. Точечные ряды на надкрыльях слабо развитые, впереди спутанные и исчезающие в пунктировке. Места концентрации точек на надкрыльях окрашены в бронзовый либо медный цвета, а гладкие участки — в тёмный. Надкрылья пятнистые, имеют бронзовые пятна на тёмном, дымчатом фоне.

## Ареал
Ареал охватывает Португалию, Францию, Германию, Чехию, Словакию, Южную Польшу, Румынию, Болгарию, Турцию, Украину, Молдавию, Закавказье, Предкавказье, Казахстан, Туркмению, Узбекистан, Таджикистан, Марокко, Сирию и Иран.

## Биология
Яйца самки откладывают начиная со второй половины мая, поодиночке или по несколько штук на щавель. Самка откладывает от 50 до 100 штук. Личинка, выходя из яйца, вбуравливаются в корневища щавеля. Личинка сильно удлиненная, неокрашенная, желтовато-белая, безногая, слепая. Камеру для окукливания личинка готовит осенью и зимует в ней. Окукливается весной. Стадия куколки длится не более 10 дней. Жуки появляются в конце весны или начале лета.

## Вред
Является вредителем яблони, персика, боярышника, абрикоса и ирги. Также может вредить сливе и тёрну. Жуки объедают молодую кору на побегах и черешки листьев. Личинки не вредят.